# Mariano Azuela
Mariano Azuela González (n. 1 ianuarie 1873 - d. 1 martie 1952) a fost un medic și scriitor mexican.
În romanele sale, evocă prolemele politice și sociale ale epocii.
A mai scris romane experimentale, care pot fi înscrise în mișcarea dadaistă și suprarealistă.

## Opera
- 1907: María Luisa ("María Luisa");
- 1908: Înfrânții ("Los fracasados");
- 1909: Buruiana ("Mala yerba");
- 1916: Cei de jos ("Los de abajo");
- 1919: Tribulațiile unei familii onorabile ("Las tribulaciones de una familia decente");
- 1923: Nenorocirea ("La malhora");
- 1931: Licuriciul ("La luciérnaga");
- 1941: Noua burghezie ("Nueva burguesía");
- 1944: Negustoreasa ("La marchante");
- 1949: Cărări pierdute ("Sendas perdidas").